# Xian de Guangzong
Le xian de Guangzong (广宗县 ; pinyin : Guǎngzōng Xiàn) est un district administratif de la province du Hebei en Chine. Il est placé sous la juridiction de la ville-préfecture de Xingtai.

## Démographie
La population du district était de 264 604 habitants en 1999.